# Gilles Rozier
Gilles Rozier, né le 10 mars 1963 à La Tronche près de Grenoble, dans une famille juive ashkénaze, est un écrivain et traducteur français. Il est spécialiste de littérature yiddish.

## Biographie
Gilles Rozier est diplômé de l'ESSEC et titulaire d'un doctorat de littérature yiddish de l'université Paris VII en 1997 avec la soutenance de sa thèse Autour de Moyshe Broderzon à Lodz sous la direction de Rachel Ertel.
Il est écrivain, traducteur du yiddish, de l'hébreu et de l'anglais, éditeur et chroniqueur littéraire.
Il a dirigé la Maison de la culture yiddish – Bibliothèque Medem de 1994 à 2014,. En 2015, il a fondé avec Anne-Sophie Dreyfus les éditions de l'Antilope.

## Œuvres

### Romans
- Par-delà les Monts obscurs, Paris, Denoël, 1999, 90 p.,  (ISBN 2-207-24953-0)
- Moïse fiction, Paris, Denoël, 2001, 165 p.,  (ISBN 2-207-25217-5), sélection du prix Wepler 2001[5].
- Un amour sans résistance, Paris, Denoël, 2003, 159 p.,  (ISBN 2-207-25522-0) (paru en édition de poche, Folio no 4229), sélectionné pour le prix Femina 2003[6].
- La Promesse d'Oslo, Paris, Denoël, 2005, 187 p.,  (ISBN 2-207-25702-9), prix Méditerranée des lycéens 2006, prix Wizo 2006.
- Projections privées, Paris, Denoël, 2008, 314 p.,  (ISBN 978-2-20725984-9)[7],[8]
- D'un pays sans amour, Paris, Grasset, 2011, 444 p.,  (ISBN 978-2-246-78364-0) - Grand prix Thyde-Monnier de la Société des gens de lettres 2011[9],[10],[11].
- Mikado d'enfance, Paris, L'Antilope, 2019, 191 p.  (ISBN 979-10-95360-96-4)[12],[13].

Son roman Un amour sans résistance a été traduit :
- en anglais : Love without resistance, traduit par Anthea Bell, Londres, Little, Brown, 2005, 181 p.,  (ISBN 0-316-72955-8) et The Mercy room, traduit par Anthea Bell, Little, Brown and Company, New York, 2006, 144p.,  (ISBN 0-316-15973-5)
- en italien : Un amore senza resistenza, traduit par Maurizia Balmelli, Turin, Giulio Einaudi editore, 2005, 131 p.,  (ISBN 88-06-16943-2)
- en allemand : Eine Liebe ohne Widerstand, traduit par Claudia Steinitz, Cologne, DuMont Literatur und Kunst Verlag, 2004, 167 p.,  (ISBN 3-8321-7868-6) (paru en édition de poche, BTB no 73380), Spycher Preis 2006 (remis à Leuk dans le Haut-Valais).
- en espagnol : Un amor clandestino, traduit par Jordi Martín Lloret, Salamandra, Barcelone, 2006, 157 p.
- en danois : Kærlighed uden modstand, traduit par Lars Bonnevie, Copenhague, Gyldendal, 2004, 153 p.,  (ISBN 87-02-02848-4)
- en portugais : Un amor sem resistência, traduit par Maria do Carmo Abreu, Lisbonne, Dom Quixote, 2005, 164 p.,  (ISBN 972-20-2808-1)
- en suédois : Kärlek utan motstånd, traduit par Erwin Rosenberg, Stockholm, Albert Bonniers förlag, 2005, 152 p.,  (ISBN 91-0-010420-5)
- en hollandais : Een liefde zonder verzet, traduit par Théo Buckinx, Amsterdam, Ambo Antos, 2004, 158 p.,  (ISBN 90-7634-185-0)
- en hébreu : Ahava klua, traduit par Arno Baehr, Tel-Aviv, Shocken Publishing, 2005, 135 p.,  (ISBN 965-19-0679-0)
- en tchèque : Laska bez odporu, traduit par Jan Seidl, Brno, Host, 2007, 138 p.,  (ISBN 978-80-7294-220-6)
- en bulgare, Sofia, Colibri, 2007, 122 p.,  (ISBN 978-954-529-557-7)
- en croate, Ljubav bez otpora, Zagreb, Fraktura, 2010, 119 p.,  (ISBN 978-953-266-196-5)
- une édition didactique à destination des collèges (texte original en français enrichi de notes de bas de page en allemand) est paru aux éditions Reklam.

Son roman La Promesse d'Oslo a été traduit dans les langues suivantes :
- en néerlandais : De verwachting, traduit par Martine Woudt, Amsterdam, Ambo Antos, 2006, 167 p.,  (ISBN 90-223-1996-2) ;
- en allemand : Abrahams Sohn traduit par Claudia Steinitz, Cologne, DuMont Literatur und Kunst Verlag, 2007, 170 p.,  (ISBN 978-3832179878)

Son roman D'un pays sans amour a été traduit dans les langues suivantes :
- en allemand : Im Palast der Erinnerung, traduit par Claudia Steinitz et Barbara Heber-Schärer, dans la collection Die andere Bibliothek aux éditions Aufbau, 2012 ;
- en néerlandais : Land zonder liefde, traduit par Martine Woudt aux éditions Ambo Antos, 2012 ;
- en espagnol (Espagne et Amérique latine): De un pais sín amor, traduit par Alicia Mortarell Linares aux éditions Alianza, 2014,  (ISBN 978-84-206-8420-8) ;
- en polonais : Z kraju bez miłości, traduit par Krystyna Arustowicz aux éditions Wydawnictwo Literackie, 2014  (ISBN 978-83-08-05066-8) ;
- en bulgare aux éditions Paradox.

### Récit
- Fugue à Leipzig : d'un voyage en Allemagne, Paris, Denoël, 2005, 118 p.,  (ISBN 2-207-25662-6)
- Un été boulevard Rothschild, journal de voyage à Tel-Aviv, publié sous forme de blog, 2008[14]. Des extraits ont été traduits en hébreu : המוזיקה של האנשים הבאים מכאן וממקום אחר, יומן תל אביב (קטעים נבחרים) קיץ, dans le numéro 7 de la revue Ho! (!הו), sous la rédaction de Dory Manor, Tel-Aviv, janvier 2009.
- Liberté, égalité, fatalité / 1 : carnet de voyage à Belleville, Paris, 2010, dans la revue en ligne Remue.net[15].]

### Document
- Deux enfants de Bagdad, entretiens avec Rony Someck et Salah Al Hamdani, Les Arènes, 2015.

### Nouvelles
- Mon cousin Benjamin, revue Tsafon, été 2001 p. 83-87 ; traduite en hébreu par Benny Mer dans le supplément littéraire du quotidien Haaretz, 29 septembre 2008.
- Regina, publiée en une série limitée à deux exemplaires, illustrations de Mathias Pérez[16]
- « Sous-bois », K,‎ printemps 2021 (lire en ligne).

### Articles et autres textes
- « La porte-drapeau du Trocadéro », Libération,‎ 22 avril 2010 (lire en ligne)
- « Franchir le Sambation », Remue.net,‎ 1er octobre 2011 (lire en ligne).

### Études
- Moyshe Broderzon : un écrivain yiddish d'avant-garde, Paris, Presses universitaires de Vincennes, 1999, complétée d'une anthologie bilingue yiddish-français de poèmes de M. Broderzon, 280 p.  (ISBN 2-84292-061-9)

traduit en polonais par Joanna Ritt sous le titre Mojzesz Broderson : od Jung Idysz do Araratu Lodz, Hamal, 2008  (ISBN 978-83-925420-5-6)

### Traductions
- du yiddish :
  - Avrom Sutzkever, Mon témoignage au procès de Nuremberg, paru dans la revue Europe no 796-797 (août-septembre 1995)
  - Tsila Dropkin, Dans le vent chaud, poèmes traduits du yiddish par Gilles Rozier et Viviane Siman, L'Harmattan, 1994 (édition bilingue)
  - Chil Rajchman, Je suis le dernier Juif : Treblinka (1942-1943), traduit du yiddish par Gilles Rozier, préface d'Annette Wieviorka, Les Arènes, 2009  (ISBN 2352040663) Livre audio, Livrior  (ISBN 2915629358)
  - Avrom Sutzkever, Le ghetto de Wilno 1941-1944, préface d'Annette Wieviorka, Denoël, 2013
  - Esther Kreitman, Blitz et autres histoires, Paris, Calmann-Lévy, 2013
  - Esther Kreitman, Le Diamantaire, Paris, Calmann-Lévy, 2014

- de l'hébreu :
  - Comme deux sœurs, roman de Rachel Shalita, éditions de l'Antilope, 2016
  - L'ours qui cache la forêt, roman de Rachel Shalita, éditions de l'Antilope, 2019
  - Smotshè : biographie d'une rue juive de Varsovie, de Benny Mer, éditions de l'Antilope, 2021
  - Rencontre avec Sutzkever, poème de Dory Manor, paru dans la revue Yod no 16 nouvelle série (printemps 2011)
  - Un gong muet au fond de l'homme : quelques propos à la mémoire d'Avrom Sutzkever, texte de Dory Manor, paru dans la revue Yod no 16 nouvelle série (printemps 2011)
  - Couchée sur les eaux et On ne tue pas un bébé deux fois, deux poèmes de Dalia Rabikovitch, non publiés.

- de l'anglais :
  - Freud à Jérusalem : la psychanalyse face au sionisme, essai d'Eran Rolnik, éditions de l'Antilope, 2017.

- du français en yiddish :
  - 6 histoires du Petit Nicolas, de Sempé et Goscinny, traduit par Sharon Bar-Kochva et Gilles Rozier, IMAV éditions, août 2013.

Ses poèmes en yiddish sont parus dans les revues Di Pen (Oxford), Toplpunkt (Tel-Aviv) et Yerusholayimer almanakh (Jérusalem).